# Miltochrista separans
Miltochrista separans là một loài bướm đêm thuộc phân họ Arctiinae, họ Erebidae.